# Église San Giovanni Battista (Marianella)

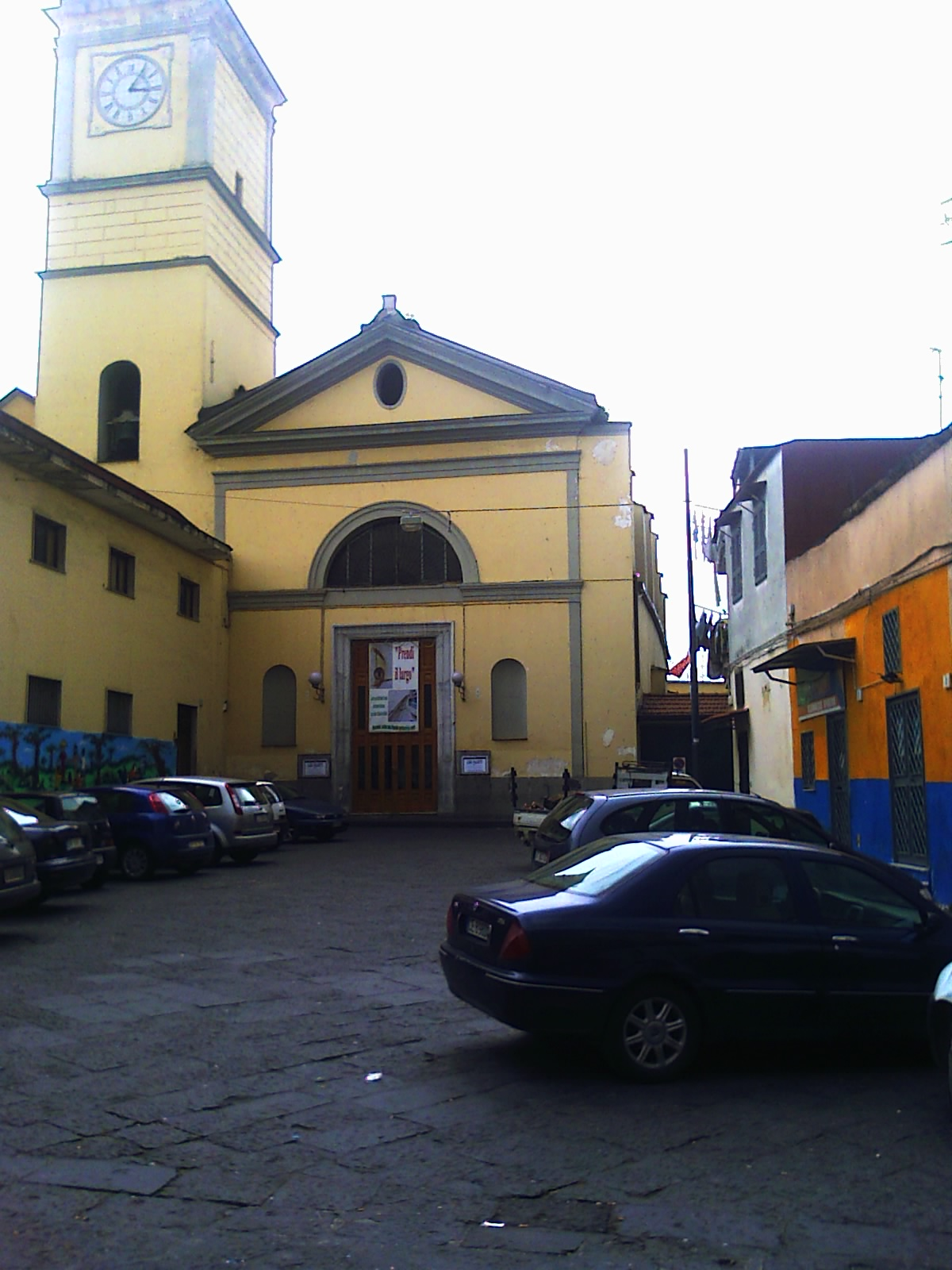
Façade et campanile de l'église.

Pour les articles homonymes, voir Église San Giovanni Battista.
L'église San Giovanni Battista (Saint-Jean-Baptiste) est une église de Naples située dans le quartier de Marianella, place Saint-Alphonse-de-Liguori (piazza Sant'Alfonso de' Liguori). Elle est dédiée à saint Jean-Baptiste et dépend de l'archidiocèse de Naples.

## Histoire et description
L'église est fondée avant 1312 et elle est presque entièrement détruite par un incendie dans la première moitié du XVIIIe siècle et reconstruite. Il reste peu de traces de l'édifice médiéval, surtout à cause des remaniements du XXe siècle.
La façade fort simple se présente au bout d'une petite place longue et étroite du quartier. Elle est flanquée d'un corps de bâtiment peu élevé terminé par un clocher avec une horloge. La façade néo-classique présente un portail surmonté d'une grande fenêtre en demi-lune ; elle est couronnée d'un fronton triangulaire montrant un petit oculus en son milieu. Deux niches vides flanquent le portail. L'église ne possède pas de coupole.
L'intérieur abrite des œuvres d'art provenant d'autres lieux de culte, dont des colonnes de la fin du XVIIIe siècle soutenant l'arc triomphal avec une décoration d'opus sectile et la corniche d'une niche provenant de l'église Santi Nicandro e Marciano. On remarque dans la quatrième chapelle des fresques de la première moitié du XVIIe siècle. Entre les fenêtres de la nef on peut admirer des tableaux du début du XVIIe siècle d'Andrea Vaccaro et de Francesco Solimena.